# 원수산제 및 관련자료
원수산제 및 관련자료는 세종특별자치시 연기면 양화2리에 있다. 2014년 9월 30일 세종특별자치시의 향토문화유산 제45호로 지정되었다.

## 개요
원수산제(元帥山祭)는 세종특별자치시 연기면 양화2리 가학동 주민들이 매년 음력 동짓달(11월) 초에 원수산(元帥山, 254m)의 제단(祭壇)에서 마을의 풍요(豐饒)와 안녕(安寧), 화합(和合)을 산신(山神)에게 기원(祈願)하는 제사(祭祀)이다.
원수산제의 기원(起源)은 약 400년 전으로 보고 있으며, 마을에 돌림병이 돌아 주민들이 죽자 이를 고민하고 있을 때 지나가던 스님과 도인이 원수산의 산신에게 제사를 지내면 해결될 것이라 하여 시작되었다고도 하고, 임진왜란(壬辰倭亂, 1592~1598) 때 왜적이 쳐들어오자 마을의 안위를 걱정하며 지냈다는 이야기도 있으나 명확한 기원이나 시작연도에 대한 자료는 남아있지 않다. 처음에는 양화리 뿐만 아니라 인근의 갈운리, 진의리 마을까지 함께 산제를 올렸으나 현재는 양화리의 원수산제만 남아 오늘날까지 이어지고 있다.
원수산제는 1년 동안 부정한 일이 없었던 마을의 원로 중에 제사를 지내는 관리를 뽑아 몸가짐을 단정히 하게 하는 것으로 시작하는데 제사 당일에 마을에 안 좋은 일이 생기면 이듬해 음력 2월 2일로 연기하기도 한다. 마을사람들의 정성으로 마련한 제사음식을 올리고 분향(焚香)한 후 축문(祝文)을 읽는 순서로 진행된다. 제사를 마치면 제사에 올린 음식을 나눠먹으며 마을잔치를 여는 것으로 마무리 된다.
현재까지 마을에는 산제 운영을 위해 만들어진 산제계(山祭契)에 대한 문서와 제관을 뽑기 위해 작성한 마을사람들의 상벌(賞罰)기록 등이 남아있다.